# クラブ・ラインストーン/今夜は最高!
『クラブ・ラインストーン/今夜は最高!』（Rhinestone）は、ボブ・クラーク監督、シルヴェスター・スタローン共同脚本・主演の1984年のアメリカ映画である。

## ストーリー
タクシー運転手のニック（シルヴェスター・スタローン）がクラブ歌手のジェイク（ドリー・パートン）に一目惚れする。

## キャスト
- ニック・マルティネッリ - シルヴェスター・スタローン
- ジェイク・ファリス - ドリー・パートン
- フレディ・ウーゴ - ロン・リーブマン
- ノア・ファリス - リチャード・ファーンズワース
- バーネット・ケイル - ティム・トマーソン

## サウンドトラック
- ドリー・パートンとシルヴェスター・スタローンによる劇中歌を収めたサウンドトラック盤が発売された。

## 受賞とノミネート
| 年   | 賞                     | 部門                     | 対象者                                                   | 結果       |
| ---- | ---------------------- | ------------------------ | -------------------------------------------------------- | ---------- |
| 1984 | ゴールデンラズベリー賞 | 最低作品賞               | ハワード・スミス、マーヴィン・ワース（プロデューサー）   | ノミネート |
| 1984 | ゴールデンラズベリー賞 | 最低主演男優賞           | シルヴェスター・スタローン                               | 受賞       |
| 1984 | ゴールデンラズベリー賞 | 最低監督賞               | ボブ・クラーク                                           | ノミネート |
| 1984 | ゴールデンラズベリー賞 | 最低助演男優賞           | ロン・リーブマン                                         | ノミネート |
| 1984 | ゴールデンラズベリー賞 | 最低脚本賞               | フィル・アルデン・ロビンソン、シルヴェスター・スタローン | ノミネート |
| 1984 | ゴールデンラズベリー賞 | 最低音楽賞               | ドリー・パートン、マイク・ポスト                         | ノミネート |
| 1984 | ゴールデンラズベリー賞 | 最低主題歌賞             | "Drinkenstein" ドリー・パートン（音楽・歌詞）            | 受賞       |
| 1984 | ゴールデンラズベリー賞 | 最低主題歌賞             | "Sweet Lovin' Friends" ドリー・パートン（音楽・歌詞）    | ノミネート |
| 1989 | ゴールデンラズベリー賞 | 1980年代最低主演男優賞   | シルヴェスター・スタローン                               | 受賞       |
| 2004 | ゴールデンラズベリー賞 | 25周年最低ミュージカル賞 | 『クラブ・ラインストーン/今夜は最高!』                   | ノミネート |